# Leuchtturm Oland
Der Leuchtturm Oland ist ein Seezeichen im Norden der Olandwarft, der einzigen Warft auf der Hallig Oland im nordfriesischen Wattenmeer.

## Beschreibung
Der Leuchtturm Oland ist mit einer Firsthöhe von 7,45 Metern Deutschlands kleinster Leuchtturm in Betrieb. Errichtet wurde er 1929 auf einem Felssockel aus Natursteinen, die auf einer Stahlbetondecken-Konstruktion liegen. Das viereckige Mauerwerk aus Backsteinen hat eine Wandstärke von 23 Zentimetern und trägt ein Krüppelwalmdach, das mit Reet eingedeckt wurde. Als Zwischendecken zog man Holzbalkenlagen, welche mit Bohlen belegt wurden, ein. Betrieben wurde die Leuchtfeueranlage mit einem Dämmerungsschalter und einer astronomischen Uhr. Noch im Baujahr konnte der Leuchtturm in Betrieb genommen werden. In sieben Metern Höhe über dem Mittleren Tidehochwasser besitzt der Turm ein Leuchtfeuer mit Gürtellinse, das als Quermarkenfeuer für die Föhrer Ley und das Dagebüller Fahrwasser dient. Ursprünglich kam eine Seelaterne mit einem Flüssiggasbrenner zum Einsatz, seit dem Anschluss der Hallig an die Stromversorgung im Jahre 1954 wird der Leuchtturm elektrisch betrieben.
Leuchtturmwärter ist als Nachfolger seines Vaters und Großvaters der Oländer Jürgen Nommensen, in dessen Haus früher wie heute die Störungsmeldungsanlage führt.
Der Leuchtturm Oland gilt als einziger reetgedeckter Leuchtturm der Welt.